# Trachyopella senaria
Trachyopella senaria is een vliegensoort uit de familie van de mestvliegen (Sphaeroceridae). De wetenschappelijke naam van de soort is voor het eerst geldig gepubliceerd in 1986 door Rohacek and Marshall.